# Nepheshel
『Nepheshel』（ネフェシエル）は、同人ゲームサークルStudio Til（）によって制作されたRPGツクール2000製のロールプレイングゲーム。2002年6月3日にフリーウェアとして公開されており、最新版は2022年1月2日公開のVer 2.06N/Rbetaとなっている。

## 概要
本作はダンジョン探索型のRPGであるが、「一本道のシナリオ」は存在せず「プレイヤーの行動を制約するデモ」も極力少なくした自由度の高い作品とされる。外界と隔絶した「閉ざされた島」において、記憶を失った状態で目覚めた少年リトを主人公とする。リトは自身が持っていたとされる本から、島の奥深くにある「漆黒の迷宮」に「人が触れてはならない途方もないもの」が眠っていることを知り、島にいくつも存在する迷宮を探索する旅に出る。「人知を超えた力」を用いる不死の存在は魔神と呼ばれ特殊な壺に封印されているが、封印が解かれて暴走した魔神は人々を脅かしている。
敵との戦闘はシンボルエンカウントによって発生し、RPGツクール2000のデフォルトであるコマンド選択式のターン制バトルとなっている。属性魔法のほか武器にも3種の属性があり、敵への攻撃に影響を与えるため戦闘における重要な要素となっている。また（同時行動が可能となるアイテムを入手するまでは）冒険に連れて行ける魔神は1人のみとなっているため、仲間の選択も重要となる。各地のダンジョンに存在する「ゲート」に「ゲートクリスタル」を設置すると、「ゲート」間の移動が行えるようになる。

## 登場人物
リト
主人公の少年。記憶を失った状態で目覚め、各地の迷宮を探索する旅に出る。魔法や技は使用できない。
ファル
龍の力を持つ魔神の幼い少女。水や風の属性をもつ攻撃魔法を覚える。
ティララ
癒しの力を持つ光の女神。回復魔法のほか、火や地の属性をもつ魔法も覚える。
ディーヴァ
剣術を究める闇の女神。両手で武器を操り、装備に応じた技を使える。
イリス
道具屋を営む少女。倒れていたリトを助けた。回復アイテムを売っている。

## 制作背景
本作は「ダンジョンの探索」という要素を重視したゲームとされ、難易度は高いがやり込み甲斐のある作品であり、「そこに穴があればもぐってみたくなる好奇心旺盛な方にお勧め」すると作者は述べている。また制作にあたっては、トラップや宝の隠し場所に趣向を凝らしており、ダンジョン作成のほかバランス調整にも苦労したとしている。
Studio Tilはこれまでノベルゲームの制作を中心に活動していたため、初のRPG作品である本作では「徹底的にいままでやらなかった方向で行こう」と考え、あえてシナリオという要素を抑えて「ダンジョンの探索」を強調したとされる。その結果、「シナリオでプレイヤーが拘束される部分がほとんどない」自由なゲームとなっており、また背景にあるストーリーは作中で得られる断片的な情報から窺えるようになっているとされる。
そしてZero-Gramは、「派手なゲームが多い中で、公開しても埋もれてしまう」かと思っていたが、「予想以上に好評で驚いたのと同時に、自分たちのゲームを理解してくれる人が多かったのが嬉しかった」と述べている。

## その他

### 音楽
BGMを担当したARA（荒芳樹）の「趣味工房にんじんわいん」によってサウンドトラックやアレンジCDが通販されており、サウンドトラックには霜月はるかが歌うイメージソング「ツナグソノテ」と「忘れないで」も収録されている。

### 派生作品
2003年8月のコミックマーケットでは、対戦アクションゲーム『クゥるぼ〜る』が頒布された。『Nepheshel』にも登場する毛玉生物「クゥ」を捕まえてゴールとなっている壺に入れ、対戦相手と得点を競うゲームとなっている。プレイヤーキャラクターとして、ファル・ティララ・ディーヴァの3人を含むStudio Til作品のキャラクターを選択できる。委託ショップにおいても販売されていた（体験版は現在もダウンロード可能）。
また、同年12月の冬コミでは、アクションシューティングゲーム『クゥるべーだー』が頒布された。プレイヤーキャラクターであるイリスを操作し、爆弾によって「クゥ」を吹き飛ばすゲームとなっている。2010年3月2日にフリーウェア版が公開された。

## 評価と影響
本作は同様にRPGツクール製のゲームである『イストワール』（2003年）や『魔王物語物語』（2007年）、『らんだむダンジョン』（2009年）に影響を与えており、Crowdrive Gamesでは「フリーRPGゲームの草分けとなったゲーム」と評されている。
ベクターの「新着ソフトレビュー」では、「やればやるほど味が出てくる、非常に奥深いゲーム」と評されており、「取っつきはあまりよくなかった」が「いくつかのダンジョンを征服し、魔神が仲間になったころにはすっかりとこのゲームの虜になってしまった」とされている。
『Dojin X』（大洋図書市ヶ谷編集局）では、「冒険の疑似体験」という点において「既存のRPGを大きく凌駕した存在」と評されている。またStudio Tilについて、「ジャンルを問わず、オリジナルにこだわりを持つサークル」であり「その姿勢に共感したファン」も多いとされている。
『タダで楽しむ!最強ゲーム100』（インフォレスト）では、「自由度の高さが魅力のやりこみ型RPG」として紹介されており、「フリーソフトの中でも特に人気の高いゲーム」であるとされている。また「時々クスリとさせる演出が、重くなりがちな展開をやわらげてくれる」とも評されている。
『ダウンロード激ネタ得盛り4.7ギガ』（宝島社）では、レアアイテムなどのやりこみ要素が多く、また自由度の高さからアイテムのコンプリートや低レベルによるクリアに挑戦するなど様々な遊び方が可能なゲームとされており、「はまるととまらない中毒性の高さが魅力」と評されている。
『無料ゲームの殿堂』（英知出版）では、「召喚する魔神の女のコたちがみんなカワイイ」作品であり、「ストーリーや世界設定的にも作りこまれて」いるゲームの一つと評価されている。
『WindowsXP World』（IDGジャパン）では、「豊富なアイテムや魔法などを駆使して、冒険そのものにどっぷりと浸ることができる」と評され、ダンジョンが広大で隠し部屋やワナも多く存在することから「ディープにやり込みたいプレイヤー」も満足できるだろうとされている。
Crowdrive Gamesでは、「広大なマップはもちろん、アイテムや隠し通路も多く、探索RPG好きにはたまらない仕様」と評されており、「マップ上の敵を避けつつ、隠し通路を探す爽快感が魅力の一つ」とされている。
もぐらゲームスでは、アイテムを集める過程が楽しいゲームであるが、『盗人講座』とは異なり「硬派にひたすら探索するタイプのゲーム」と評されている。そして「入り組んだダンジョンの中、襲いかかる強敵から命からがら逃げ切り、その先でついに装備を手に入れる」というゲームが好きな人に「何としてもプレイしていただきたい」作品であるとしている。